# Zápas o titul mistryně světa v šachu 1975

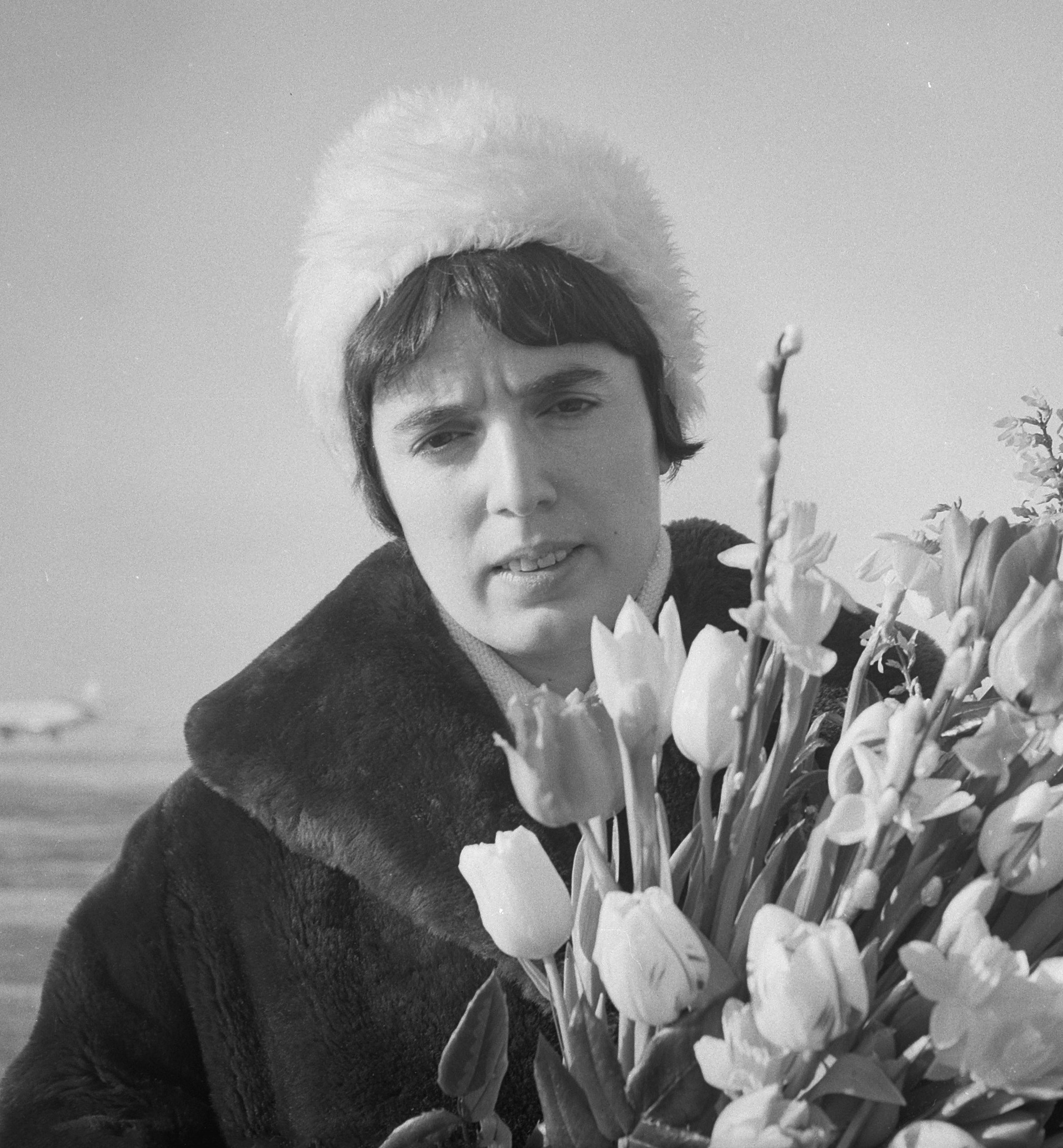
Nona Gaprindashviliová

Desátý zápas o titul mistryně světa v šachu byl posledním kláním, ve kterém zvítězila mistryně světa Nona Gaprindašviliová. Vyzývatelkou jí byla Nana Aleksandrijová. Zápas se uskutečnil od 20. října do 1. prosince roku 1975 v Picundě a v Tbilisi v Sovětském svazu. Hlavním rozhodčím byl Miroslav Filip z Československa, sekundantem Gaprindašviliové Ajvars Gipslis a sekundantem Aleksandrijové Buchuti Ivanovič Gurgenidze. Zápas byl nekompromisní bitvou, když jen jedna partie z dvanácti skončila remízou. Gaprindašviliová převzala iniciativu od třetí partie, po sedmi kolech vedla 5,5:1,5 a vedení již s přehledem udržela. Zvítězila nakonec 8,5:3,5.

## Tabulka
| č. | Šachistka             | Země          | 1 | 2 | 3 | 4 | 5 | 6 | 7 | 8 | 9 | 10 | 11 | 12 |   | + | − | = | Body |
| -- | --------------------- | ------------- | - | - | - | - | - | - | - | - | - | -- | -- | -- | - | - | - | - | ---- |
| 1  | Nona Gaprindašviliová | Sovětský svaz | 1 | 0 | 1 | 1 | ½ | 1 | 1 | 0 | 1 | 0  | 1  | 1  |   | 8 | 3 | 1 | 8,5  |
| 2  | Nana Aleksandrijová   | Sovětský svaz | 0 | 1 | 0 | 0 | ½ | 0 | 0 | 1 | 0 | 1  | 0  | 0  | ! | 3 | 8 | 1 | 3,5  |